# Hebburn
Hebburn è una cittadina di 16 492 abitanti della contea del Tyne and Wear, in Inghilterra.